# Зиновьев, Павел Павлович
Па́вел Па́влович Зино́вьев (21 сентября 1932, с. Владимиро-Мономахово, Тетюхинский район, Приморский край — 31 июля 2009, Люберцы, Московская область) — советский партийный, государственный деятель, первый секретарь Камчатского обкома КПСС в 1988—1990 гг.

## Биография
Родился в 1932 году. О ранних годах Павла Павловича известно мало. В 1955 году окончил Дальневосточное высшее инженерное морское училище во Владивостоке, специальность — инженер-механик по судоремонту. Был направлен на работу на Петропавловскую судоверфь и назначен механиком. К 1961 году он стал старшим инженером энергохозяйства, был избран секретарём партийного комитета верфи и с этого момента занимался только политической работой.
Благодаря нескольким удачным действиям, в частности о водоснабжении посёлка Индустриальный, был взят на работу в Петропавловск-Камчатский горком КПСС. В 1968—1972 годах Зиновьев работал первым секретарём Олюторского райкома партии. С 1972 года его работа проходила в Камчатском обкоме на разных должностях: заведующий промышленно-транспортным отделом, секретарь, а с 1988 года — первый секретарь. В мае 1990 года был параллельно избран председателем Камчатского областного Совета народных депутатов. 31 октября 1990 г. был вынужден уйти на пенсию под давлением новых политических деятелей и веяний.
В последние годы жил в Подмосковье, но его деятельность до конца жизни была связана с Камчаткой, был членом правления камчатского землячества «Гамулы». Написал главу для книги о современной истории Камчатки. Скончался в своём доме в Люберцах в ночь на 31 июля 2009 года.

## Память
- На доме в Петропавловске-Камчатском, где жил Павел Павлович (ул. Морская, 46) в 2011 году установлена мемориальная табличка[5].